# NGC 315
NGC 315は、うお座の方角に位置する楕円銀河である。1784年9月11日にウィリアム・ハーシェルによって初めて発見された。